# کراوس‌مافای وگمان
 کراوس‌مافای وگمان (KMW) یک شرکت صنایع جنگ‌افزاری و صنایع ریلی آلمانی مستقر در مونیخ است. این شرکت انواع مختلفی از تجهیزات، همچنین لوکوموتیوهای راه‌آهن، تانک‌ها، توپخانه خودکششی و دیگر وسایل نقلیه زره‌پوش را تولید می‌کند. 
کراوس‌مافای وگمان را نباید با شرکت جداگانه کنونی، گروه اصلی کراوس‌مافای، که همچنین از ادغام کراوس و مافای به وجود آمد، اشتباه گرفت. گروه کراوس‌مافایی ماشین‌آلات تزریق قالب‌ریزی و ماشین‌های تزریق پلاستیک و ماشین‌آلات فرایند واکنش را تولید می‌کند که.تانک لئوپارد۲ از محصولات کراوس‌مافای وگمان است. 

## تصاویر

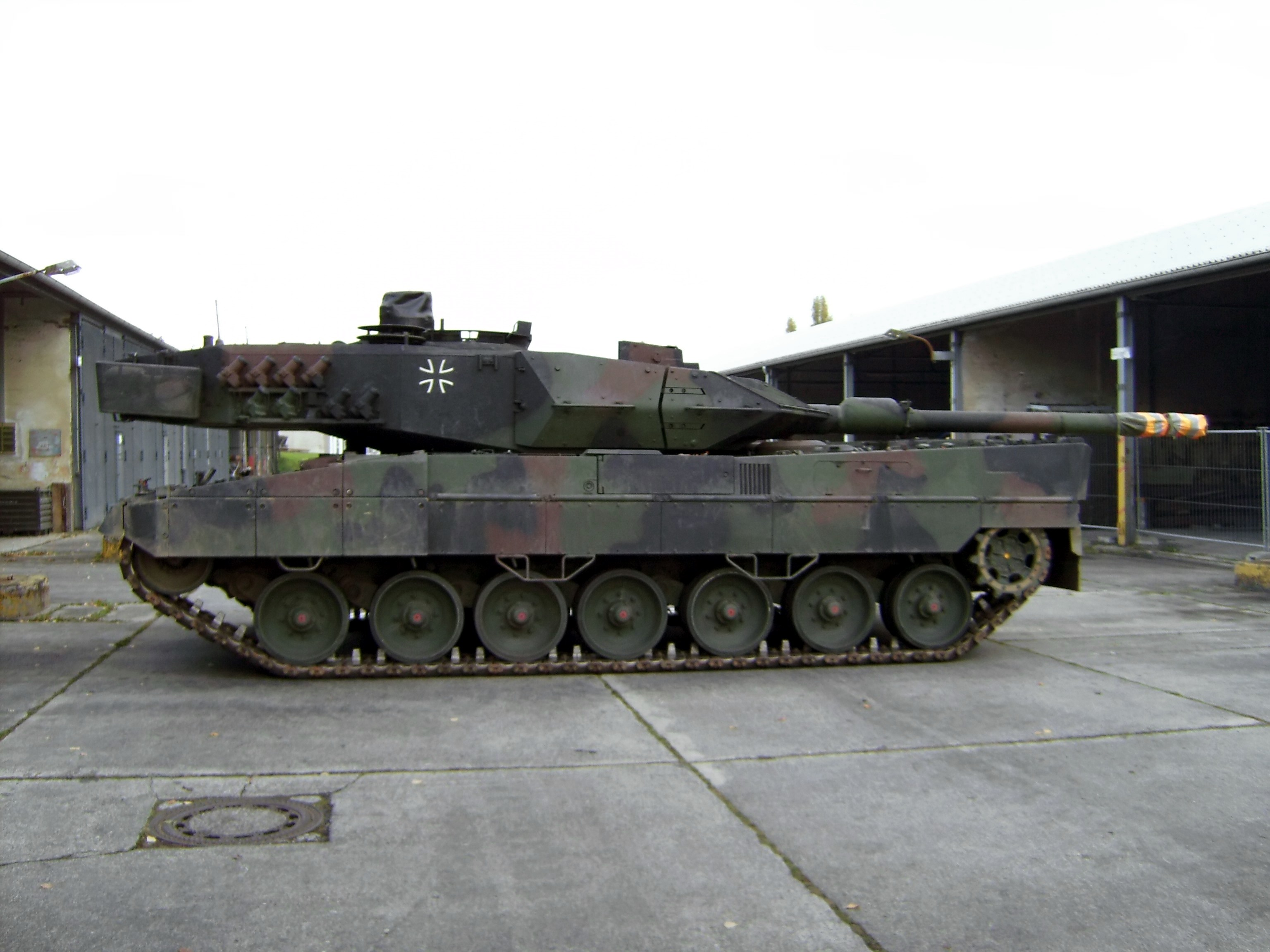
لئوپارد 2A6M
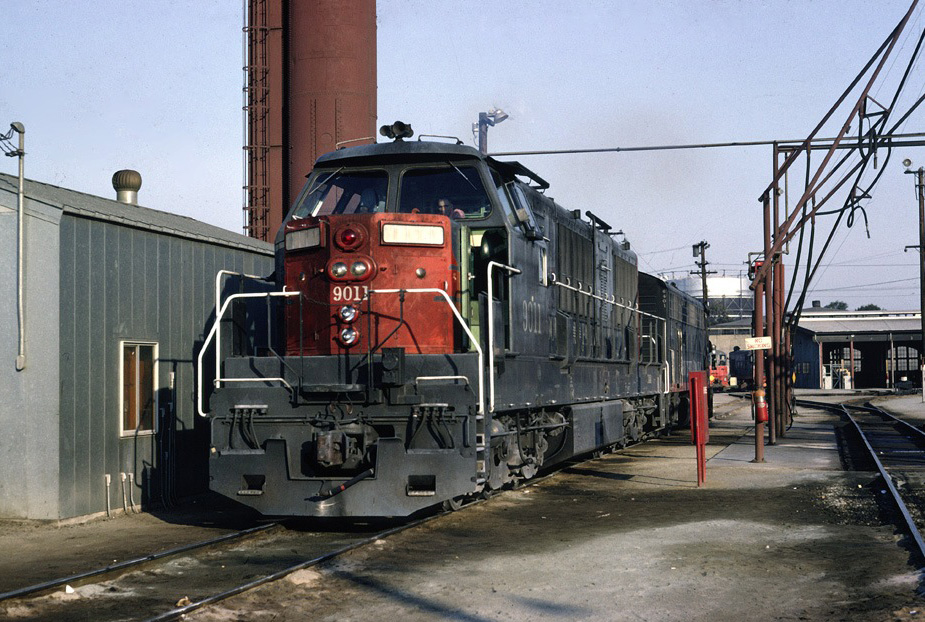
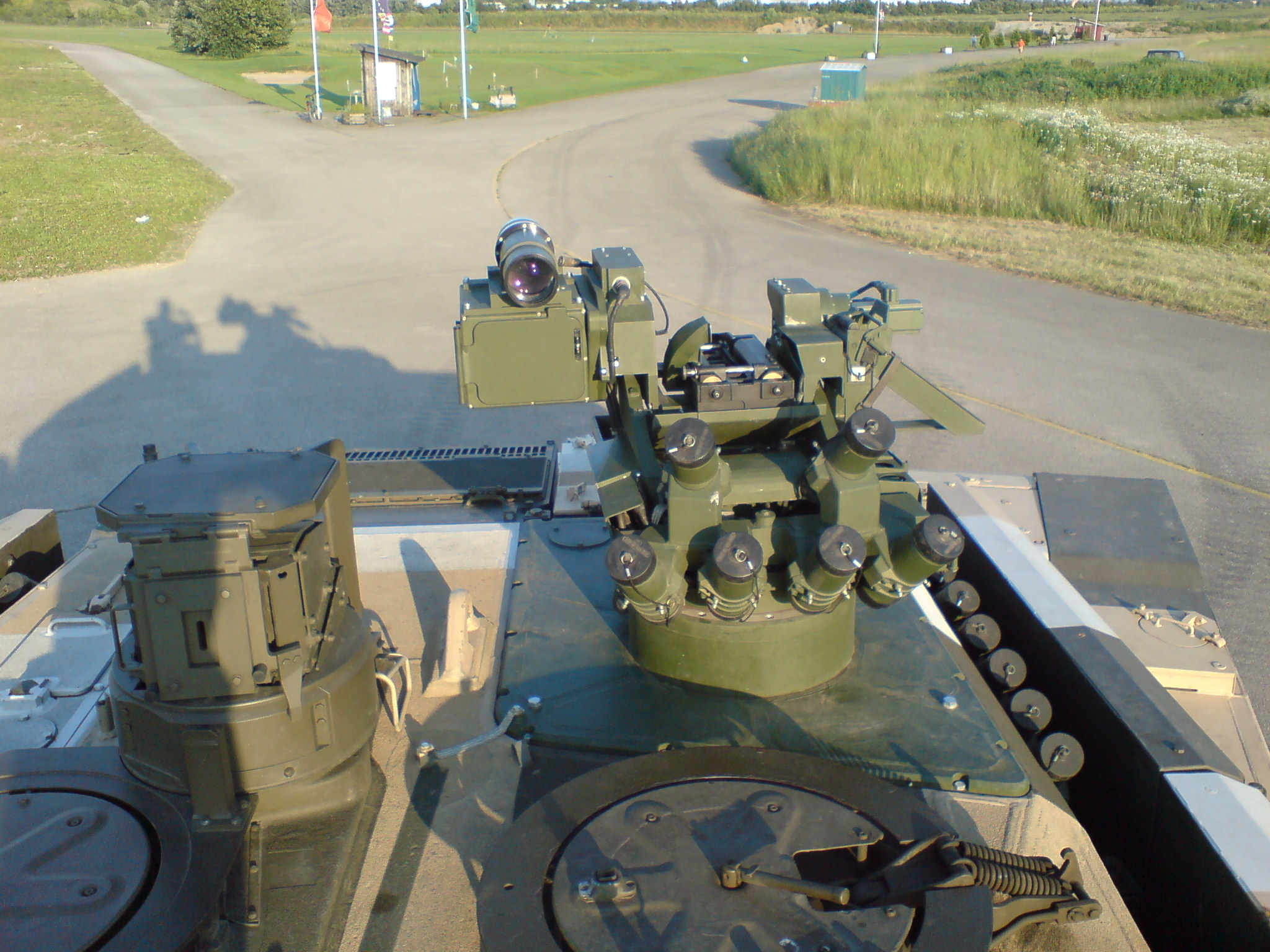
FLW 200
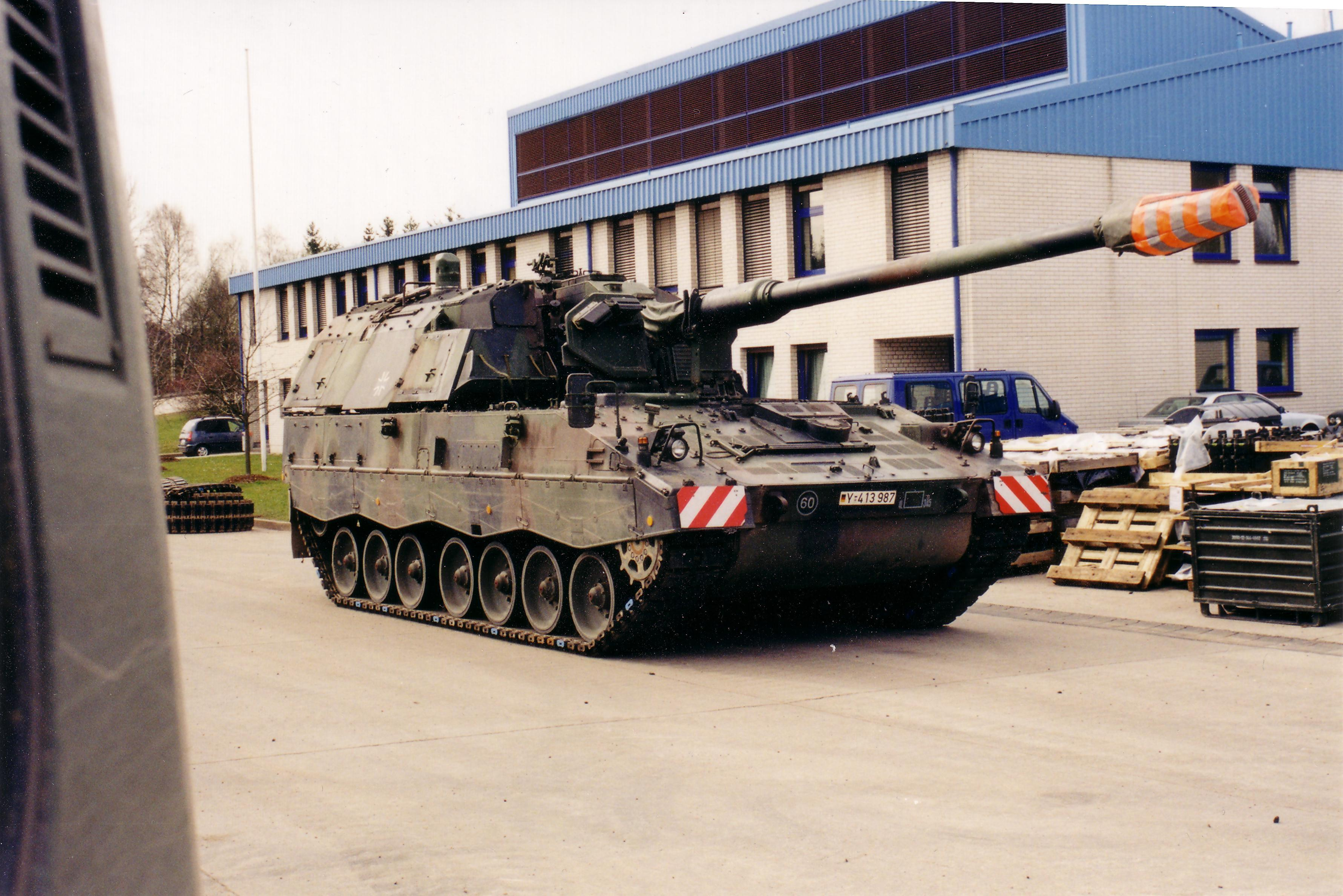
PzH 2000 ارتش آلمان
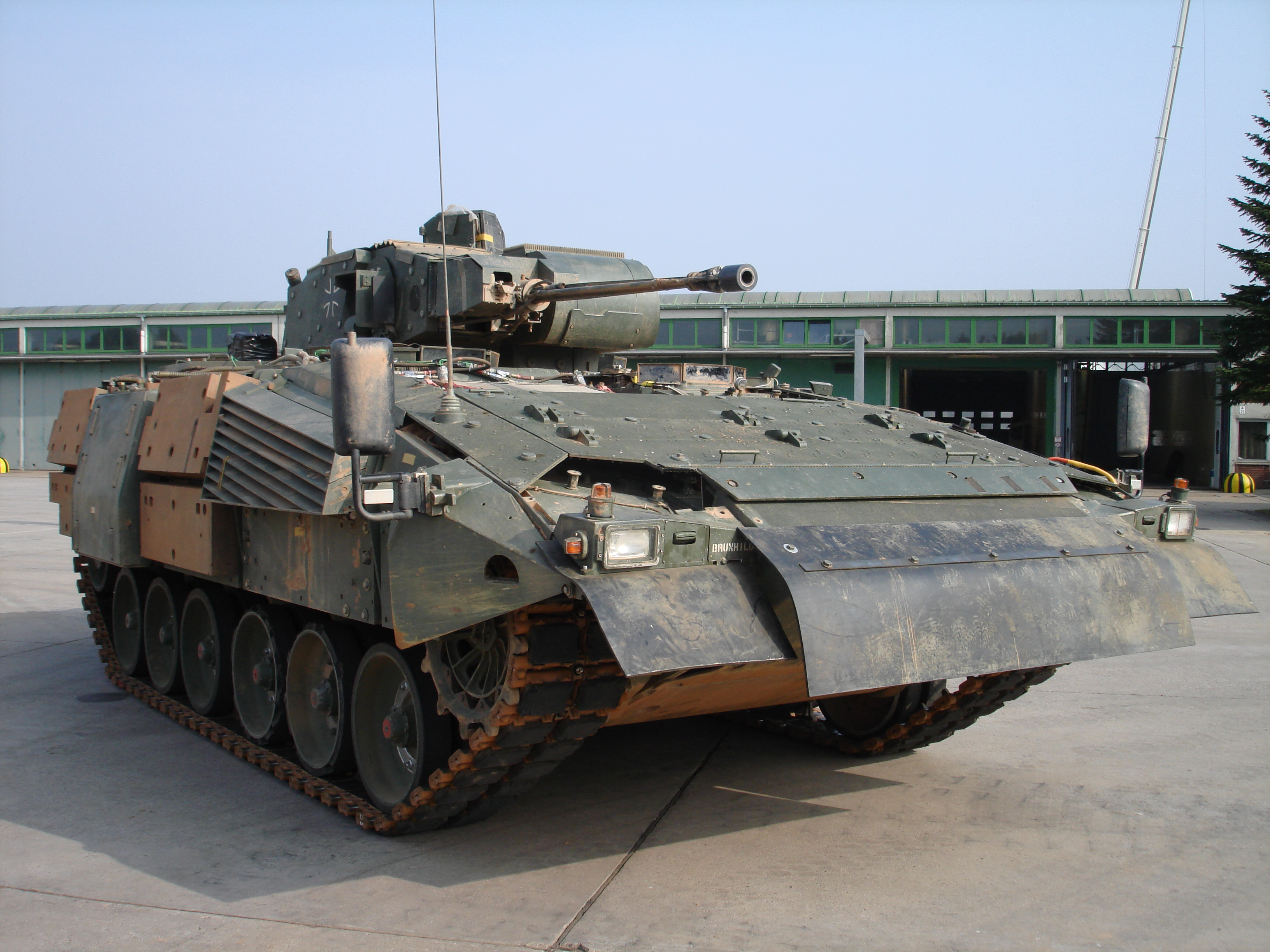
پوما
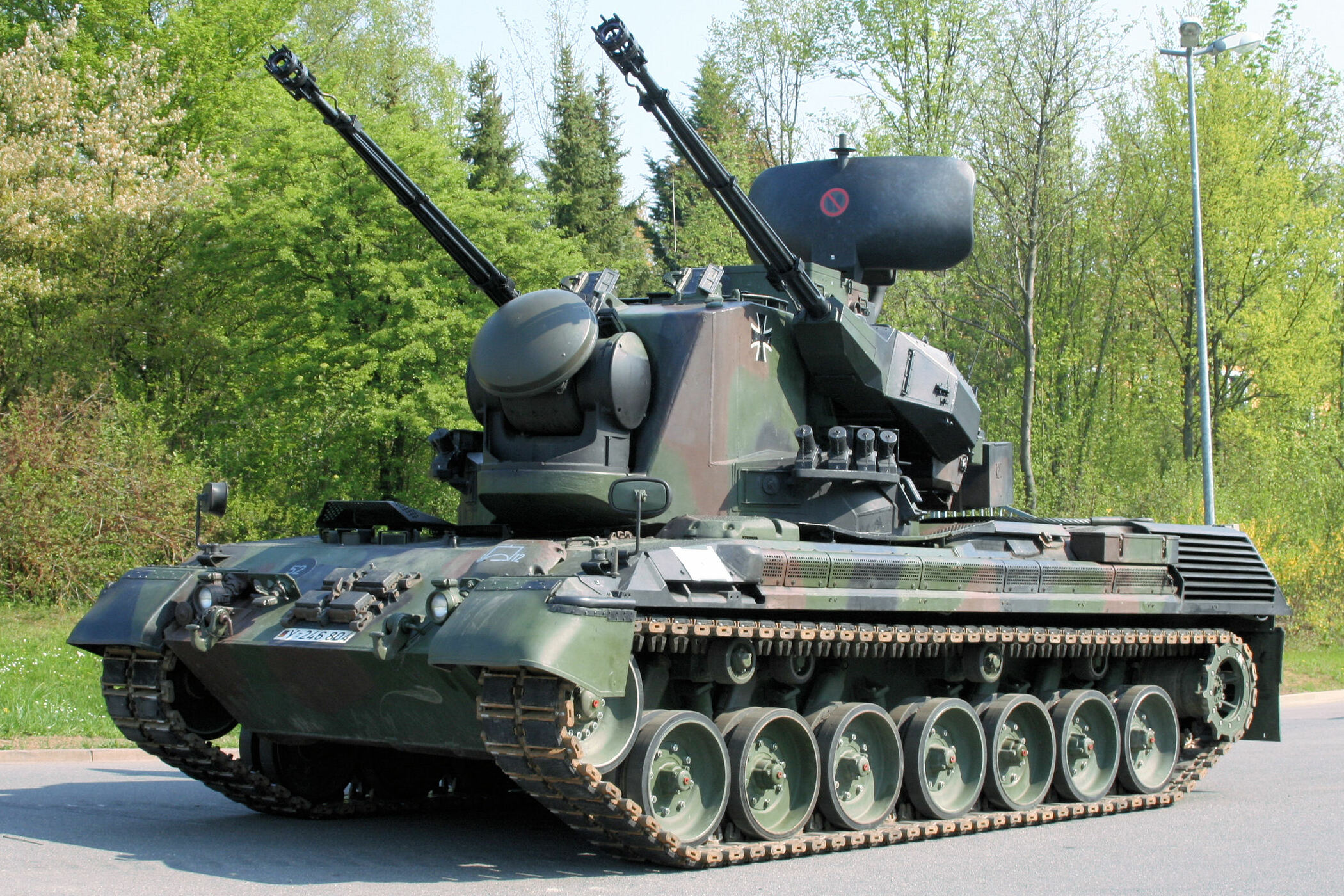
Flugabwehrkanonenpanzer Gepard
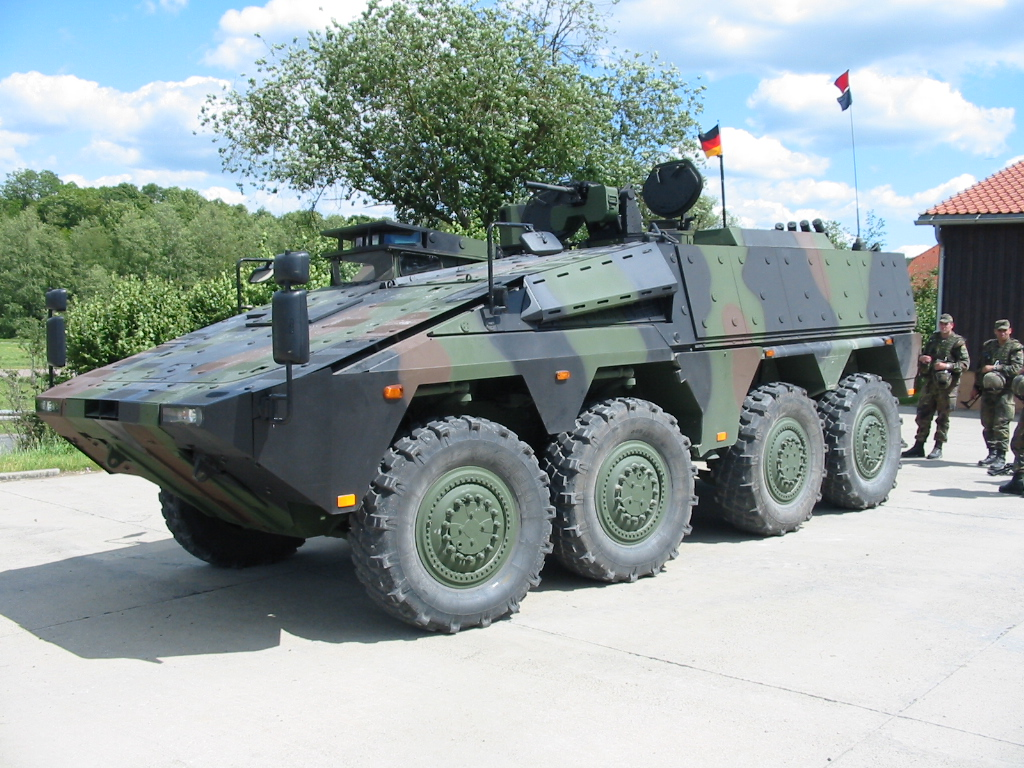
Boxer GTK
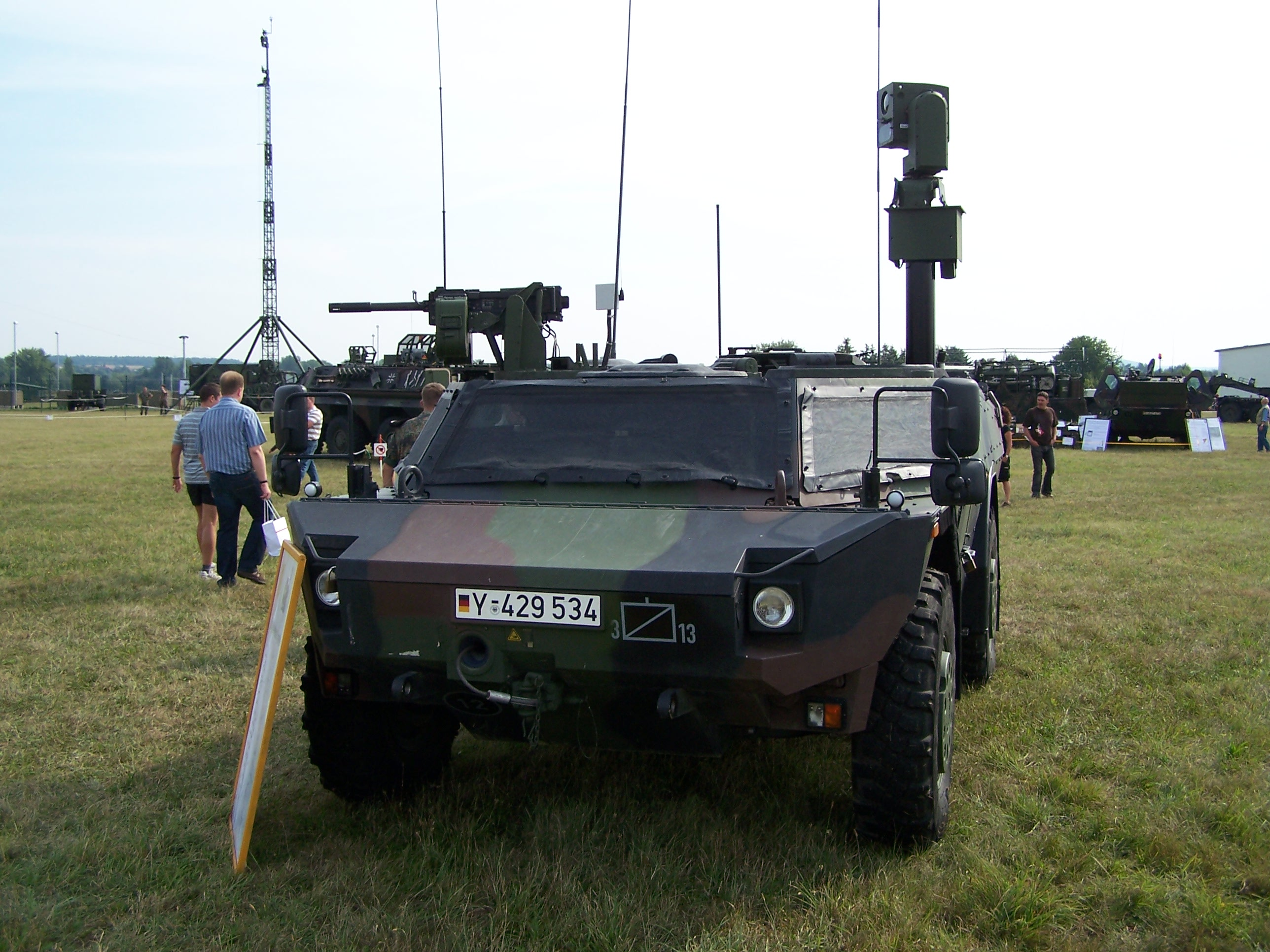
Fennek
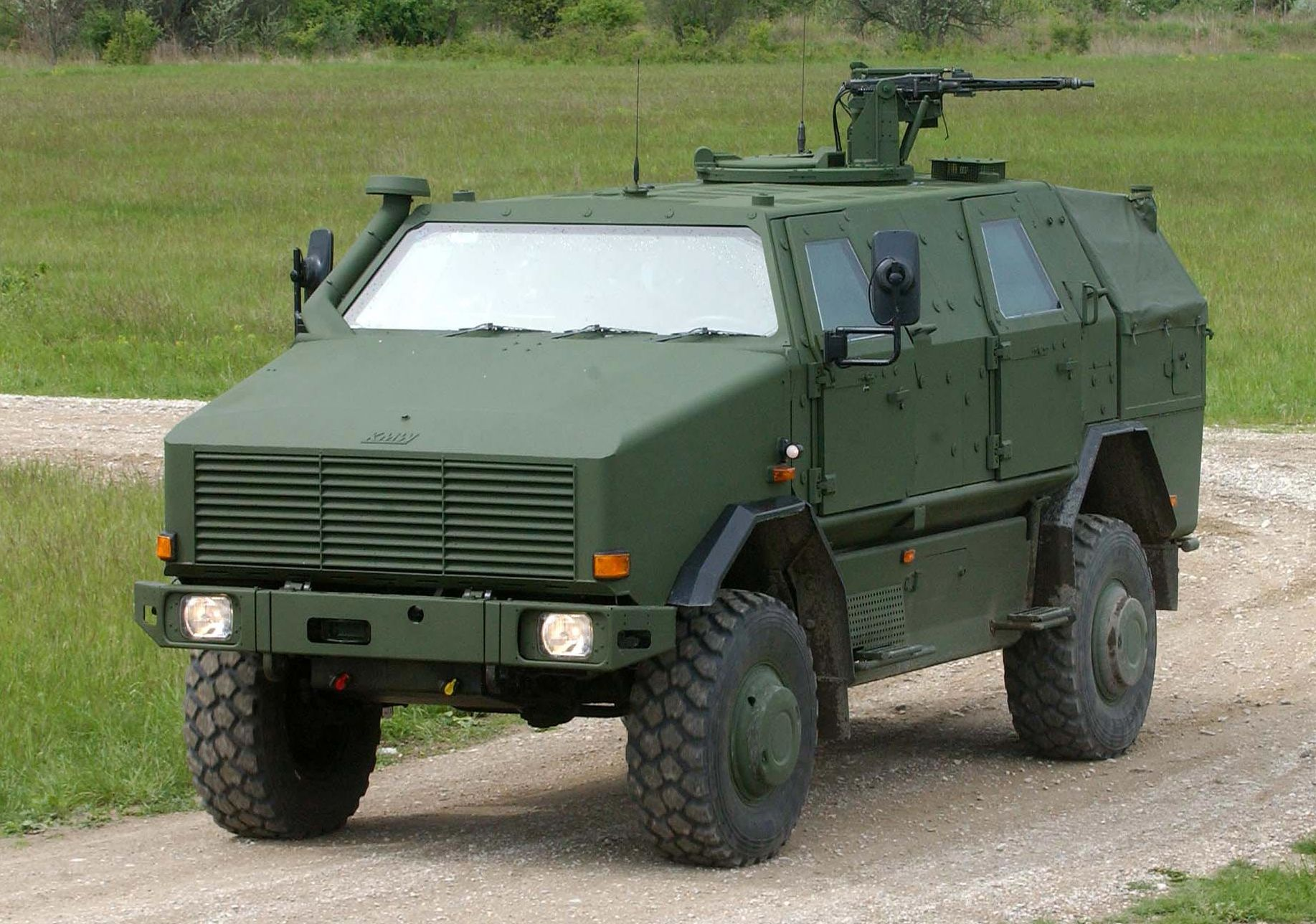
ATF Dingo 2
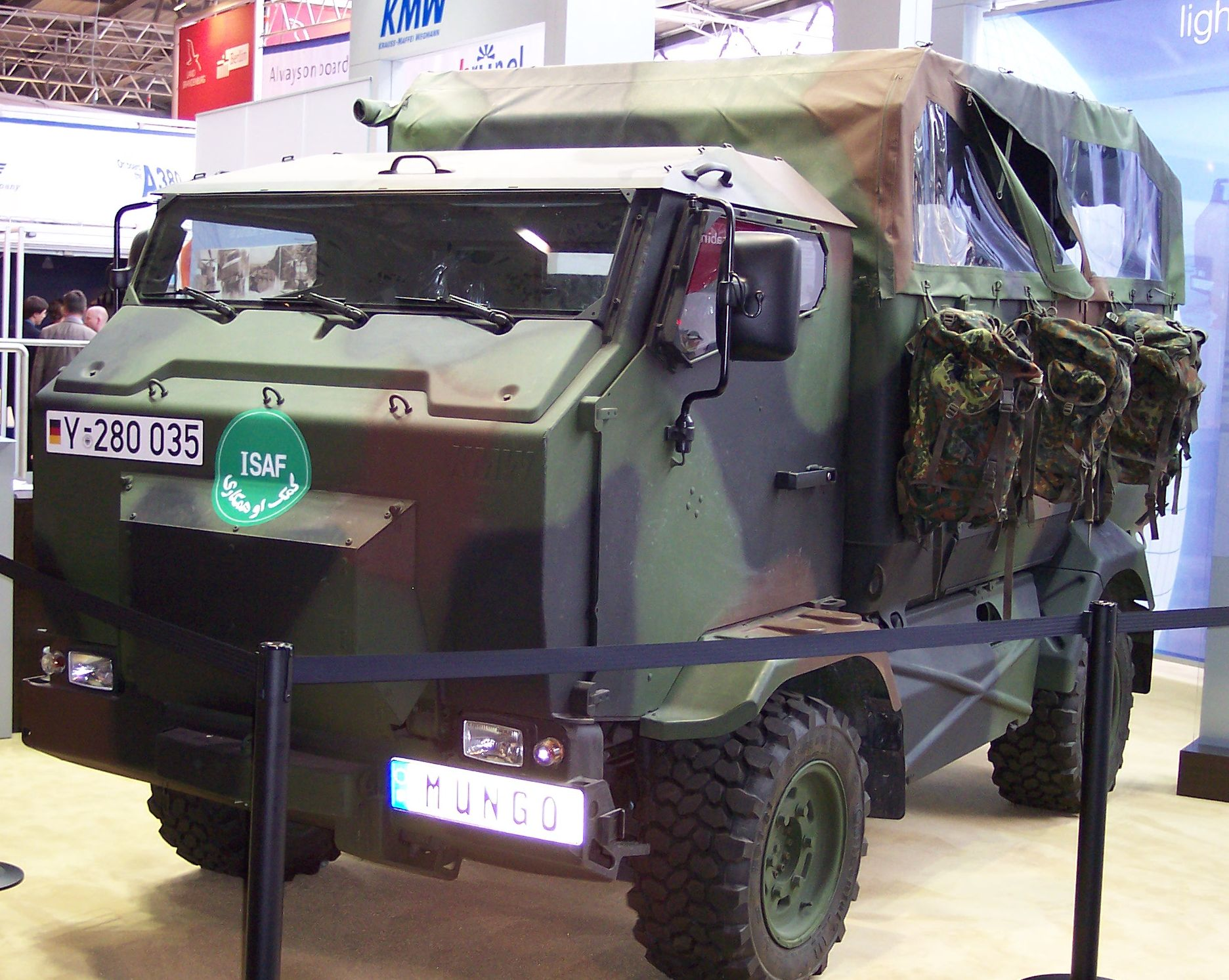
Mungo ESK